# Cebu FC
Der Cebu Football Club, aus Sponsorengründen auch als Dynamic Herb Cebu Football Club genannt, ist ein 2021 gegründeter philippinischer Fußballverein aus Cebu. Aktuell spielt die Fußballmannschaft in der höchsten Liga des Landes, der Philippines Football League. Die Mannschaft ist auch unter dem Namen DH Cebu FC or Cebu FC bekannt.

## Erfolge
- Philippinischer Vizemeister: 2022/23, 2024

## Stadion
Seine Heimspiele trägt der Verein im Dynamic Herb Sports Complex, auch bekannt als Dynamic Herb–Borromeo Sports Complex, in Talisay aus. Das Stadion hat ein Fassungsvermögen von 500 Personen. Eigentümer der Sportanlage ist die Dynamic Herb Sports Incorporated.

## Trainerchronik
Stand: 25. Januar 2022
| Trainer       | Nation      | von            | bis           |
| ------------- | ----------- | -------------- | ------------- |
| Oliver Colina | Philippinen | 4. August 2021 | 17. März 2022 |
| Mehmet Kakil  | Türkei      | 29. März 2022  | heute         |

## Saisonplatzierung
| Saison  | Liga                        | Level | Teams            | Platz | PFL Cup               |
| ------- | --------------------------- | ----- | ---------------- | ----- | --------------------- |
| 2021    | Philippines Football League | 1     | keine Austragung |       | Halbfinale (4. Platz) |
| 2022/23 | Philippines Football League | 1     | 15               | 2.    |                       |
| 2024    | Philippines Football League | 1     | 7                | 2.    |                       |